# Psychotria maricaensis
Psychotria maricaensis är en måreväxtart som beskrevs av Ignatz Urban. Psychotria maricaensis ingår i släktet Psychotria och familjen måreväxter. Inga underarter finns listade i Catalogue of Life.